# Begonia tomentosa
Espèce
Synonymes
- Begonia eriocaulis Vis.[1]
- Begonia meyeri Otto & Dietr.[1]
- Begonia tomentosa var. eriocaulis (Vis.) A.DC.[1]
- Begonia vaginans Vell.[1]
- Gurltia meyeri (Otto & Dietr.) Klotzsch[1]
- Gurltia tomentosa (Schott) Klotzsch[1]
- Wageneria tomentosa (Schott) Klotzsch[1]

Begonia tomentosa est une espèce de plantes de la famille des Begoniaceae.
L'espèce fait partie de la section Pritzelia.
Elle a été décrite en 1827 par Heinrich Wilhelm Schott (1794-1865).

## Répartition géographique
Cette espèce est originaire du pays suivant : Brésil.

## Liste des variétés
Selon Tropicos (23 février 2017) (Attention liste brute contenant possiblement des synonymes) :
- variété Begonia tomentosa var. eriocaulis A. DC.
- variété Begonia tomentosa var. tomentosa